# Advanced Photovoltaic Experiment
O Advanced Photovoltaic Experiment (APEX) foi um satélite estadunidense de pesquisas espaciais  e em engenharia. o satélite foi desenvolvido para estar dedicado a testar novas células solares e componentes eletrônicos em um ambiente de radiação para melhorar o design de futuras naves. A órbita altamente elíptica do APEX também permitiu investigar o efeito do plasma no espaço de conexão de circuitos de funcionamento a alta voltagem quando o satélite estava no perigeu e o efeito de radiação, enquanto o espaço no balanço. O satélite foi lançado em 03 de agosto de 1994 do Point Arguello Air Force Station, Califórnia, Estados Unidos, através de um foguete Pegasus.
O satélite levava consigo o experimento PSAP (Photovoltaic Array Space Power) para o estudo da forma e o desempenho das células solares degradadas no ambiente espacial. Testou-se 12 tipos diferentes de células solares, incluindo quatro tipos de células de silício, três de arseneto de gálio e três novos materiais (fosfeto de índio e dois tipos diferentes). O APEX também levou consigo o experimento CRUX (Cosmic Ray Experiment Upset), patrocinado pelo Goddard Space Flight Center em Greenbelt, Maryland, EUA, e o experimento FERRO (Experiment Thin-Film Ferroelectric), desenvolvido pela Naval Postgraduate School.